# Pawieł Korin
Pawieł Dmitrijewicz Korin (ros. Па́вел Дми́триевич Ко́рин, ur. 25 czerwca?/7 lipca 1892 w Palechu, zm. 22 listopada 1967 w Moskwie) – radziecki malarz i konserwator.

## Życiorys
Od 1903 do 1907 uczył się w szkole malarstwa ikon w Palechu, od 1908 do 1911 pracował w komorze do malowania ikon przy Monastyrze Dońskim, od 1912 do 1916 studiował w MUŻWZ. Był uczniem m.in. Michaiła Niestierowa, Konstantina Korowina i Leonida Pasternaka. W 1916 pracował nad freskami wielkiej księżnej Elżbiety Fiodorownej w moskiewskim Monasterze Świętych Marty i Marii. W lutym 1917 rozpoczął pracę w swojej pracowni na poddaszu przy ul. Arbat w Moskwie, gdzie pracował do 1934. W latach 1919–1920 pracował w Teatrze Anatomicznym Moskiewskiego Uniwersytetu Państwowego, ponieważ uważał, że jako malarz potrzebuje głębszej znajomości anatomii człowieka. Wieczorami kopiował obrazy i rzeźby Muzeum Sztuk Pięknych. W 1918 na rok został wykładowcą wolnych państwowych pracowni artystycznych w Moskwie, od 1926 do 1931 pracował w Muzeum Sztuk Pięknych, a 1949-1950 w Moskiewskim Instytucie Artystycznym W. Surikowa. Jednocześnie od 1932 do 1959 kierował pracownią restauratorską w Muzeum Sztuk Pięknych im. Puszkina w Moskwie.
W 1923 odbył podróż po północnej Rosji, odwiedzając Wołogdę, Starą Ładogę, Monaster Terapontowski i Nowogród Wielki. W latach 1926–1931 pracował jako instruktor zajęć malarskich dla początkujących w Muzeum Sztuk Pięknych. W 1926 roku monaster św. Marty i Marii został zamknięty, a cała jego sztuka miała zostać zniszczona, jednak Pawłowi Korinowi i jego bratu Aleksandrowi udało się przemycić i uratować ikonostas i niektóre freski. 7 marca 1926 Korin ożenił się z Praskowią Tichonowną Pietrową, uczennicą tego monasteru.
W 1927 roku pracownia Korina i jego olejny pejzaż Moja ojczyzna zostały kupione przez Galerię Tretiakowską, uzyskując pewne uznanie ze strony Sowietów. W 1931 studio Korina odwiedził Maksim Gorki, który od tego czasu wspierał Korina. W 1932 Korin udał się za Gorkim do Sorrento, wykonał portret Gorkiego, odwiedził też Włochy i Niemcy.  W 1933 przeniósł się do pracowni przy ul. Małaja Pirogowka w Moskwie, gdzie pracował do śmierci. Od 1960 do śmierci pełnił funkcję dyrektora Państwowych Centralnych Zakładów Konserwacji Dzieł Sztuki. Jako jeden z najstarszych rosyjskich konserwatorów tamtych czasów przyczynił się ogromnie do ratowania i restauracji słynnych obrazów.
Malował głównie portrety. Jego bardziej znane obrazy to Żebrak (1933), Siergiej Konionkow (1947) i Pożegnanie Rusi (1935-1959). Wykonał również portrety przedstawicieli radzieckiej inteligencji, w tym Aleksieja Tołstoja, Michaiła Niestierowa, Leonida Leonidowa i Wasilija Kaczałowa. W 1954 został członkiem korespondentem, a w 1958 członkiem rzeczywistym Akademii Sztuk Pięknych ZSRR. W 1958 otrzymał tytuł Ludowego Malarza RFSRR, a w 1962 Ludowego Malarza ZSRR. W 1966 był jednym z sygnatariuszy listu 25 działaczy nauki, literatury i sztuki ZSRR do Breżniewa przeciwko rehabilitacji Stalina. Został pochowany na Cmentarzu Nowodziewiczym.

## Nagrody i odznaczenia
- Order Lenina (1967)
- Nagroda Stalinowska (1952)
- Nagroda Leninowska (1963)
- Złoty Medal Wystawy Światowej w Brukseli (1958)
- Złoty Medal Akademii Sztuk Pięknych ZSRR (1959)